# サラエヴォの銃声
『サラエヴォの銃声』（サラエヴォのじゅうせい、Smrt u Sarajevu）は、ダニス・タノヴィッチ監督による2016年のボスニア・ヘルツェゴビナのドラマ映画である。第66回ベルリン国際映画祭ではコンペティション部門で上映され、審査員グランプリとFIPRESCI賞を獲得した。第89回アカデミー賞の外国語映画賞にはボスニア代表作として出品されたが、ノミネートには至らなかった。

## キャスト
- ジャック - ジャック・ウェベール（英語版）
- ラミヤ - スネジャナ・ヴィドヴィッチ（ボスニア語版）
- オメル - イズディン・バイロヴィッチ（英語版）
- ヴェドラナ - ヴェドラナ・セクサン
- ガヴリロ・プリンツィプ - ムハメド・ハジョヴィッチ